# Cécile Scailliérez
Cécile Scailliérez (née à Mazingarbe le 30 septembre 1957) est une historienne de l'art et conservatrice du patrimoine française. Elle était conservateur général au département des peintures du musée du Louvre et a pris sa retraite en septembre 2024. Elle est spécialiste de la peinture française du XVIe siècle et de la peinture des Pays-Bas de la même période. 

## Distinctions
- Chevalière de l'ordre des Arts et des Lettres (2015)

## Publications
- Léonard de Vinci La Joconde  (préf. Sébastien Allard), El Viso, 2019, 109 p. (ISBN 841201071X)